# Thomandersia anachoreta
Thomandersia anachoreta är en tvåhjärtbladig växtart som beskrevs av Hermann Heino Heine. Thomandersia anachoreta ingår i släktet Thomandersia och familjen Thomandersiaceae. Inga underarter finns listade i Catalogue of Life.